# Dión de Alejandría
Dión de Alejandría (en griego, Δίων; fallecido el 56 a. C.) fue un filósofo platónico y amigo de Antíoco de Ascalón que vivió en el siglo I a. C. Sus conciudadanos lo enviaron como embajador a Roma, para quejarse de la conducta de su rey, Ptolomeo XII Auletes. Ptolomeo XII había sido depuesto del trono en el año 59 a. C. y huido a Roma, donde solicitó al Senado un ejército de manera que pudiera recuperar el trono. Sin embargo, los alejandrinos no estaban interesados en darle a Ptolomeo el trono de Egipto y de ahí que enviaran una embajada de cien ciudadanos, liderados por Dión, al Senado romano, para exponer sus pretensiones. 
Ptolomeo reaccionó sobornando, intimidando e incluso asesinando a miembros de la embajada, lo que enfadó a los ciudadanos romanos. A pesar de los esfuerzos de Ptolomeo, Dión consiguió llegar a Roma y permaneció en casa de Tito Coponio, miembro del senado. En el 57 a. C., el cónsul Publio Cornelio Léntulo Espínter decretó que le fuera devuelto el trono a Ptolomeo, pero el senato rescindió este decreto y Ptolomeo se retiró a Éfeso. 
A su llegada a Roma, en el 56 a. C., Dión fue envenenado por agentes secretos del rey. El público dirigió la mayor parte de su ira contra Pompeyo, a quien creían responsable del asesinato. Al principio se acusó a Publio Asicio, a quien se creía agente de Pompeyo. Pero después de que Cicerón lo defendiera con éxito, Asicio fue absuelto y entonces las principales sospechas recayeron sobre Marco Celio. Fue acusado en juicio y defendido por Cicerón en abril del 56 a. C., y esa defensa ciceroniana, el Pro Caelio, está considerada como uno de los mejores discursos de Cicerón y de Roma.